# Kyoto (singel)
Kyoto (zapis stylizowany: kyoto) – dziewiąty singel polskiego rapera Kubana z jego trzeciego albumu studyjnego, zatytułowanego Fugazi, powstały przy gościnnym udziale polskiej piosenkarki Zalii. Singel został wydany 28 maja 2025.
Kompozycja znalazła się na 1. miejscu listy OLiA, najczęściej odtwarzanych utworów w polskich rozgłośniach radiowych.

## Geneza utworu i historia wydania
Utwór napisali i skomponowali Jakub Kiełbiński, Julia Zarzecka i Filip Pachólczyk, który również odpowiada za produkcję piosenki.
Singel został umieszczony na trzecim albumie studyjnym Kubana – Fugazi.

## „Kyoto” w stacjach radiowych
Nagranie było notowane na 1. miejscu w zestawieniu OLiA, najczęściej odtwarzanych utworów w polskich rozgłośniach radiowych.

## Teledysk
Do utworu powstał teledysk w reżyserii Aleksandry Piotrowskiej i Leona Korzyńskiego, który udostępniono w dniu premiery singla za pośrednictwem serwisu YouTube.

## Notowania

### Pozycje na listach sprzedaży
| Kraj   | Lista (2025)             | Najwyższa pozycja |
| ------ | ------------------------ | ----------------- |
| Polska | Billboard Poland Songs   | 5                 |
| Polska | OLiS – single w streamie | 6                 |

### Pozycja na liście airplay
| Kraj   | Lista (2025)                   | Najwyższa pozycja |
| ------ | ------------------------------ | ----------------- |
| Polska | OLiS – oficjalna lista airplay | 1                 |